# 西蒂街的孩子们:相信圣诞老人
《西蒂街的孩子们:相信圣诞老人》，是2002年美国在圣诞节左右上映的一部动画 这是Wolf Tracer Studios工作室制作的两部电影之一。《相信圣诞老人》由沃尔特·伊曼纽尔·琼斯、马克·哈米尔、乔迪·本森、佩奇·奥哈拉和南希·卡特赖特配音，该作讲述了失去母亲的瑞奇和其朋友度过圣诞节的故事。
该作品在当年的12月在一些电视台上进行播放，不过由于其动画并未受到大部分人喜爱等原因，导致其作品逐渐变的默默无闻，随后在2015 年，制作人兼导演科林·斯莱特通过一些方式获得了该作品的录像，于是他上传到了视频共享网站Vimeo，随后该作品受到了一部分人的喜爱。

## 相关宣传
在2002年，《威斯康星州杂志》上对该作进行宣传：一个失去父母的小男孩把自己最为珍贵的礼物送给了自己最喜欢的朋友，借此希望自己的朋友能在圣诞节快乐。

## 剧情简介
圣诞节又到了，可是瑞奇却因为没有家人的陪伴而倍感孤独，不过他却希望人人都能快乐，并且还愿意把自己最喜欢的玩具送给自己最喜欢的朋友，并以此希望她能快乐，可他的这个朋友却对此不感兴趣，并当着瑞奇的面将这个东西丢到了垃圾桶。
虽说瑞奇对此很难过，不过他却没有怪罪自己的这个朋友，反而是寄信给圣诞老人，希望人人都能快乐。
而后，他的这个朋友意外的捡到了这封信，通过信上的内容，她逐渐得知了瑞奇的真正想法，同时对于自己之前的行为感觉到羞愧，于是她便和自己的朋友一起去垃圾堆，后来在她的努力下，她终于找到了那个玩具熊，并向瑞奇道歉。
而瑞奇最后也接受了道歉，随后瑞奇和班上的同学以及家人一起开心的过起了圣诞节。

## Cast
- Walter Emanuel Jones
- Mark Hamill
- Paige O'Hara
- Nancy Cartwright
- Jodi Benson
- Grey DeLisle
- Debra Wilson
- Clint Howard
- Jack Angel
- April Winchell
- Eddie Driscoll
- Sarina C. Grant
- Robert Machray
- Sherry Weston
- Andi Matheny
- J.R. Horsting

## 制作内幕
根据特别节目执行制片人之一克里斯·罗斯的女儿肯尼迪·罗斯的说法，这部电影的制作始于 2002 年，那一年他和其朋友一起创作了一个动画公司，该公司也因2004年的一个作品《恐龙岛》而出名，并且他非常相信画师，以至于在动画上映之前才会审查作品的内容。 该作品的动画效果由Adobe Photoshop和Adobe After Effects提供。
该工作室展示了该动画的早期一部分动画成品，并且我该特别节目的发行商 Promark 电视台的网站大力宣传该作是“似乎注定要成为经典的动画”。
该作于2002 年 12 月 7 日在夏威夷的KFVE-TV电视台播出， ,在12月21日于纽约的 WABC-TV和洛杉矶的KABC-TV播出 2002年圣诞假期结束后，这部电影便因为各种原因而逐渐变得默默无闻，后来于 2015 年由 Lost Media Wiki 的创始人 Dycaite 发现，并在Vimeo上进行传播，该网站致力于记录丢失的影视作品。
2020 年 12 月，Polygon上的一篇文章通过对制作团队成员和 Debra Wilson 的采访，说出了关于制作Rapsittie Street Kids的一些内幕。

## 观众的感受
虽说该作从上映后就受到了各种不好的评价，虽说观众对于其配音还是接受的。不过后来该作却因为其独特的画质而受到了一部分人的喜爱， ，

## 其他
虽说该作原本计划是有续集的，但是因为一些原因而导致该作没有做出来，即使当时有一些电视台已经将这个作品入了电视节目表。

## 原声带
该作的配乐在2002年年末发行过，并且该作品的配乐大部分都由该作品的角色演唱。
- 《Ricky's Rap》 （沃尔特·伊曼纽尔·琼斯演唱，凯文·海斯作曲）
- 《Christmas Chimes》 （Jason Ebs 作曲）
- 《Best Kid in the World》（Paige O'Hara表演，James Deluca 和 Greg Iovine 作曲）
- 《Believe in Santa》 （Jodi Benson表演，James Deluca 和 Greg Iovine 作曲）
- 《Through a Child's Eye》 （由Paige O'Hara和Peabo Bryson表演，由 Colin Slater、Barry Coffin 和 James Deluca 作曲）